# Clarksville City (Texas)
Clarksville City es una ciudad ubicada en el condado de Gregg en el estado estadounidense de Texas. En el Censo de 2010 tenía una población de 865 habitantes y una densidad poblacional de 51,39 personas por km².

## Geografía
Clarksville City se encuentra ubicada en las coordenadas 32°32′2″N 94°53′41″O / 32.53389, -94.89472. Según la Oficina del Censo de los Estados Unidos, Clarksville City tiene una superficie total de 16.83 km², de la cual 16.41 km² corresponden a tierra firme y (2.49%) 0.42 km² es agua.

## Demografía
Según el censo de 2010, había 865 personas residiendo en Clarksville City. La densidad de población era de 51,39 hab./km². De los 865 habitantes, Clarksville City estaba compuesto por el 87.17% blancos, el 3.82% eran afroamericanos, el 0.92% eran amerindios, el 0% eran asiáticos, el 0% eran isleños del Pacífico, el 4.86% eran de otras razas y el 3.24% pertenecían a dos o más razas. Del total de la población el 8.55% eran hispanos o latinos de cualquier raza.